# Banon (Alpes da Alta Provença)
Banon é uma comuna francesa na região administrativa da Provença-Alpes-Costa Azul, no departamento dos Alpes da Alta Provença. Estende-se por uma área de 39,8 km².